# 小行星6103
小行星6103（英語：6103）是一颗围绕太阳公转的小行星。1993年4月16日，上田清二、金田宏在钏路市发现了此天体。
这颗小行星的绝对星等为149.2840573176413等。